# Адольф Фридрих V Мекленбургский
Адольф Фридрих V Мекленбург-Стрелицкий (нем. Adolf Friedrich V., Großherzog von Mecklenburg-Strelitz; 22 июля 1848, Нойштрелиц — 11 июня 1914, Берлин) — великий герцог Мекленбург-Стрелицкий в 1904—1914 годах, прусский генерал кавалерии (27 января 1897).

## Биография
Адольф Фридрих был единственным выжившим сыном великого герцога Фридриха Вильгельма и его супруги принцессы Августы Каролины Великобританской, дочери герцога Кембриджского Адольфа Фредерика.
С приходом отца к власти в Мекленбург-Стрелице Адольф Фридрих носил титул наследного великого герцога. За участие во Франко-прусской войне 26 июля 1874 года российским императором Александром II пожалован орденом Святого Георгия IV степени.
18 января 1871 года Адольф Фридрих представлял своего отца на церемонии провозглашения Вильгельма I германским императором в Версальском дворце. Правил в Мекленбург-Стрелице после смерти отца 30 мая 1904 года.

## Семья
17 апреля 1877 года Адольф Фридрих женился в Дессау на принцессе Елизавете Ангальт-Дессауской. У них родилось четверо детей:
- Виктория Мария (1878—1948), замужем за графом Жоржем Жаметелем, позднее за принцем Юлиусом Эрнстом Липпе-Бистерфельдским
- Ютта (1880—1946), замужем за кронпринцем Данилой Черногорским
- Адольф Фридрих (1882—1918, самоубийство)
- Карл Борвин (1888—1908, дуэль)